# Walter Map
Walter Map (ur. ok. 1140, zm. ok. 1209) – angielski duchowny i poeta pochodzenia walijskiego, związany z dworem Henryka II.
Od 1197 roku archidiakon Oxfordu. Zasłynął jako autor napisanego po łacinie zbioru satyr De Nugis Curialium (żarty dworzan), wymierzonego przeciwko dworzanom i mnichom. Przypisuje mu się autorstwo pieśni w stylu goliardów i zaginionej łacińskiej wersji francuskiego romansu Lancelot du Lac.